# Pennant Hills Road
Die Pennant Hills Road ist eine Stadtautobahn in den nördlichen und westlichen Vororten von Sydney im Osten des australischen Bundesstaates New South Wales. Sie verbindet den Pacific Highway und den Sydney-Newcastle Freeway in Wahroonga mit dem Stadtzentrum von Parramatta.

## Geschichte
Die Pennant Hills Road entstand 1820 als Feldweg, der von Holzknechten benutzt wurde. Sie wurde vom Landvermesser James Meehan vermessen und diente als Straße von den Verladekais in Ermington zur Sägemühle in Pennant Hills, die 1816 von Gouverneur Lachlan Macquarie gegründet worden war. Später wurde sie an den Pacific Highway (Met-1) angeschlossen und galt zeitweise als Fortsetzung desselben.
Über die Jahre trug sie folgende Nummerierungen:
- Ringstraße 5 (1964–1974)
- Staatsstraße 55 (1974–1988)
- Staatsstraße 77 (1988–1993)
- Metroad 7 (seit 1993, im Dezember 2005 nur mehr bis zum Hills Motorway)
- Metroad 6 (seit 2005, ab dem Hills Motorway)

## Verlauf
Die Straße beginnt in Wahroonga an der Pearce's Corner, der Kreuzung mit dem Pacific Highway (Met-1 / S83). Der Sydney-Newcastle Freeway (R1) endet einige hundert Meter weiter südlich ebenfalls an der Pennant Hills Road. Sie verläuft nach Südwesten durch die Orte des Hornsby Shire, Normanhurst, Thornleigh und Pennant Hills. In Thornleigh kreuzt der Comenarra Parkway, eine größere Ausfallstraße, die an der Ryde Road in West Pymble beginnt. Gegen Abend kann es zu Verkehrsstaus auf dieser Kreuzung kommen.
In Pennant Hills überquert die Straße die Northern Railway Line. Die Boundary Road (von Nordwesten) und die Beecroft Road (aus Richtung) Ryde münden ein. In West Pennant Hills mündet, ebenfalls von Nordwesten, die Castle Hill Road ein. An dieser Einmündung wurde Mitte der 1990er-Jahre ein Tunnel gebaut, der das Abbiegen auf die Pennant Hills Road Richtung Parramatta erleichtert.
Anschließend biegt die Straße nach Süden ab und kreuzt den Hills Motorway (Met-2) und die North Rocks Road. Weiter südlich mündet die Carlingford Road von Westen ein. Wiederum etwas südlich dieser Einmündung biegt die Pennant Hills Road Richtung Südosten ab, während die Marsden Road als Met-6 weiter stadteinwärts führt. Die Straße überquert die Eisenbahnlinie nach Carlingford und erreicht die Vororte Telopea und North Parramatta. In diesem Bereich ist die Straße Teil des Cumberland Highways.
Dann führt die Pennant Hills Road weiter nach Südwesten ins Stadtzentrum von Parramatta, wo sie an der Church Street (S40) endet.

## Ausbauzustand und Geschwindigkeitsbeschränkungen
Die kurze Strecke vom Pacific Highway zum Sydney-Newcastle Freeway ist die Straße vierspurig ausgebaut und auf 60 km/h beschränkt. Ab dort bis zur Kreuzung mit dem Hills Motorway ist sie sechsspurig und die Geschwindigkeitsbeschränkung beträgt 70 km/h. Vom Hills Motorway bis Parramatta ist die Pennant Hills Road wieder vierspurig und die Geschwindigkeit ist auf 60 km/h beschränkt.
Ausnahme bilden einige Zonen von Schulen, wo zwischen 8.30 Uhr und 9.30 Uhr und zwischen 14.30 Uhr und 16.00 Uhr die Geschwindigkeit auf 40 km/h beschränkt ist.

## Verkehrsstaus
Die Pennant Hills Road war immer schon eine Hauptverkehrsstraße zwischen Parramatta und Hornsby, aber durch den Verkehr der genannten Ausfallstraßen ist besonders Morgens und Nachmittags zu den Stoßzeiten mit Verkehrsstaus zu rechnen. Sie ist die einzige Verbindungsstraße zwischen dem Sydney-Newcastle Freeway und der Met-2 Richtung Lithgow. 2002 lag die durchschnittliche tägliche Belastung bei 62.656 Fahrzeugen; am dichtestens ist der Verkehr bei Thompsons Corner.
Pläne zu einer Anbindung des Sydney-Newcastle Freeways an den geplanten North West Freeway gab die Regierung Ende des 20. Jahrhunderts auf. Nun soll eine Freeway-Anbindung an die Met-2 erfolgen.
Seit 2006 untersucht man die Möglichkeit eines Tunnels als Verbindung der beiden Fernstraßen. Da die Gegend stark bebaut ist, wäre eine Verbindung ohne Tunnel kaum denkbar. Wegen der großen Zahl an Privathäusern und Schulen entlang der Trasse stellen aber die Abgase, die aus einem Tunnel entweichen würden, ein ernstzunehmendes Problem dar.